# SN 1972B
SN 1972B – supernowa odkryta 18 stycznia 1972 roku w galaktyce A111448+5430. W momencie odkrycia miała maksymalną jasność 18,50m.